# Can Sadurní (Begues)
Can Sadurní és una masia del municipi de Begues (Baix Llobregat) inclosa en l'Inventari del Patrimoni Arquitectònic de Catalunya.

## Descripció
Es tracta d'un edifici aïllat, de planta quadrada, planta baixa, pis i golfes. A l'oest, i seguint el pla de la façana, hi ha un cos afegit amb galeria correguda. La porta d'accés presenta arc carpanell (rebaixat) adovellat amb pedra de marès picada, igual que la resta de buits de la façana. Hi ha imbricacions, ràfec i coberta a dues vessants de teula àrab.
Fusteria de fusta, persianes de llibret, reixes i balcó de bona forja. L'interior està molt reformat, però conserva bona part de l'embigat de fusta. Hi ha una tanca amb arc de mig punt adovellat, que envolta l'edifici per davant de la façana sud. A l'est hi ha la casa dels masovers, i a la zona posterior altres dependències.

## Història
El mas fou construït a finals del segle xvii i principis del xviii. A finals del segle xviii s'hi va afegir la galeria correguda i la casa dels masovers. Les altres dependències de la masoveria són del segle xx.